# Église Sainte-Marie-des-Arméniens de Matera
L'église Sainte-Marie-des-Arméniens de Matera (Chiesa di Santa Maria de Armenis en italien) est une église romane construite par la communauté arménienne de la ville de Matera au XIe siècle.

## Histoire

### Origines
Les Arméniens sont, en effet, très présents en Italie au Moyen Âge et plus particulièrement dans le sud qui faisait alors partie de l'empire byzantin. La première communauté byzantine a s'y être installée était originaire de Cappadoce et s'y implanta au moins dès le VIIIe siècle. C'est au sein de cet ensemble des Sassi que la communauté arménienne semble s'être implantée à Matera au cours du XIe siècle.

### Période moderne
De 1660 à 1774, il a abrité la confrérie de San Francesco da Paola et a ensuite été fusionné avec le séminaire du Palais Lanfranchi.

## Description
Située dans la partie nord-ouest des Sassi, elle est, comme les autres sanctuaires et maisons, creusée dans la roche.
La façade est composée de cinq arcades. Une plus grande forme la porte d'entrée tandis que quatre autres sont des arcs aveugles. Au-dessus du portail gravée l'épigraphe « Santa Maria de Armenis ». Comme le démontre Patrick Donabédian, le modèle de cette façade occidentale s'inspire directement des églises troglodytes d'Arménie.
L'intérieur est composé d'une nef flanquée de deux bas-côtés se terminant aussi par des absides à fond plat. L'intérieur de la nef conserve des arcs et des murs avec d'anciennes traces de fresques, des colonnes à chapiteaux trapézoïdaux. Suit ensuite un petit cloître auquel on accède par un portail décoré qui donne sur les autres bâtiments claustraux de l'ancien monastère.

## Galerie

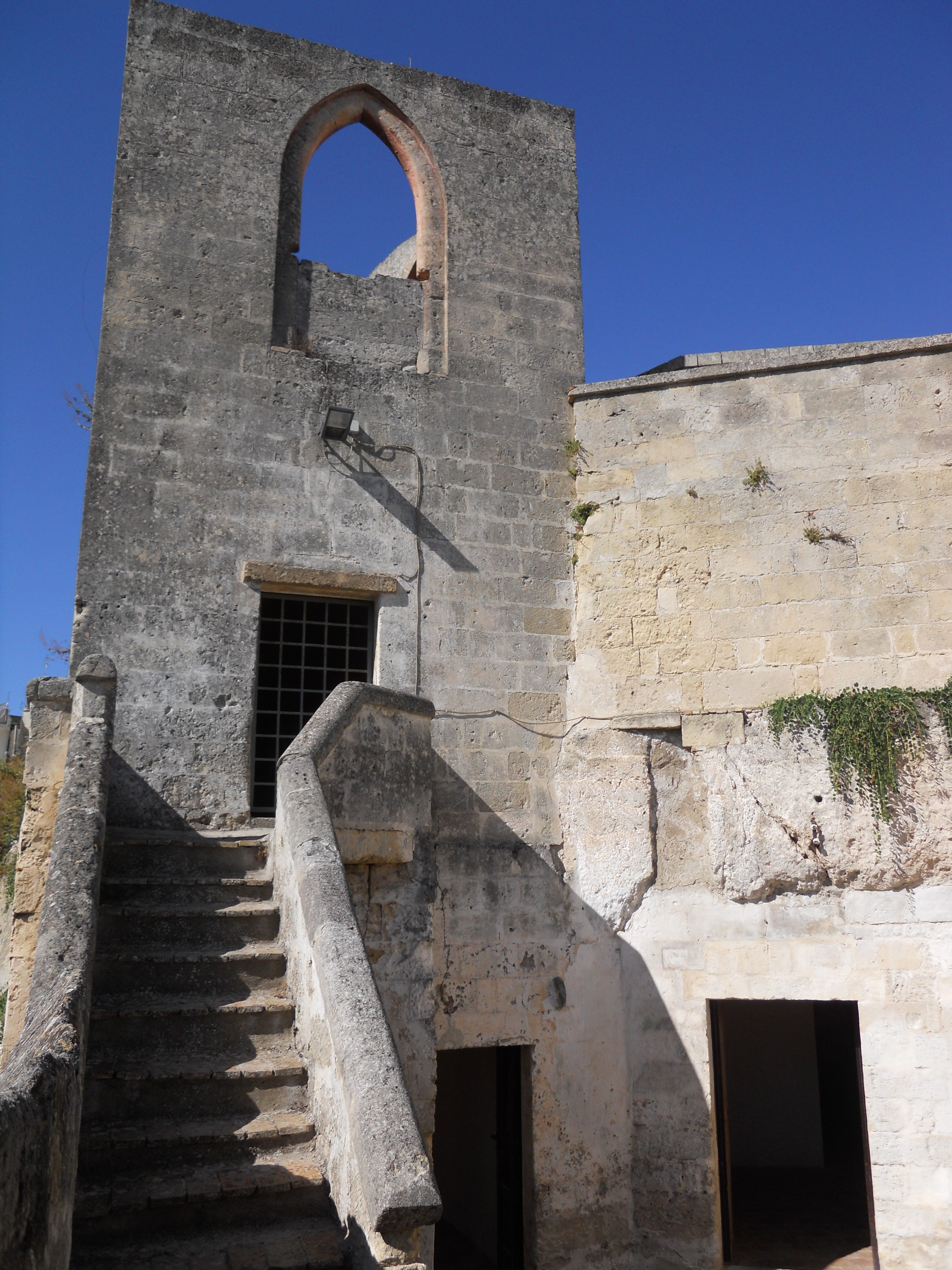
Clocher
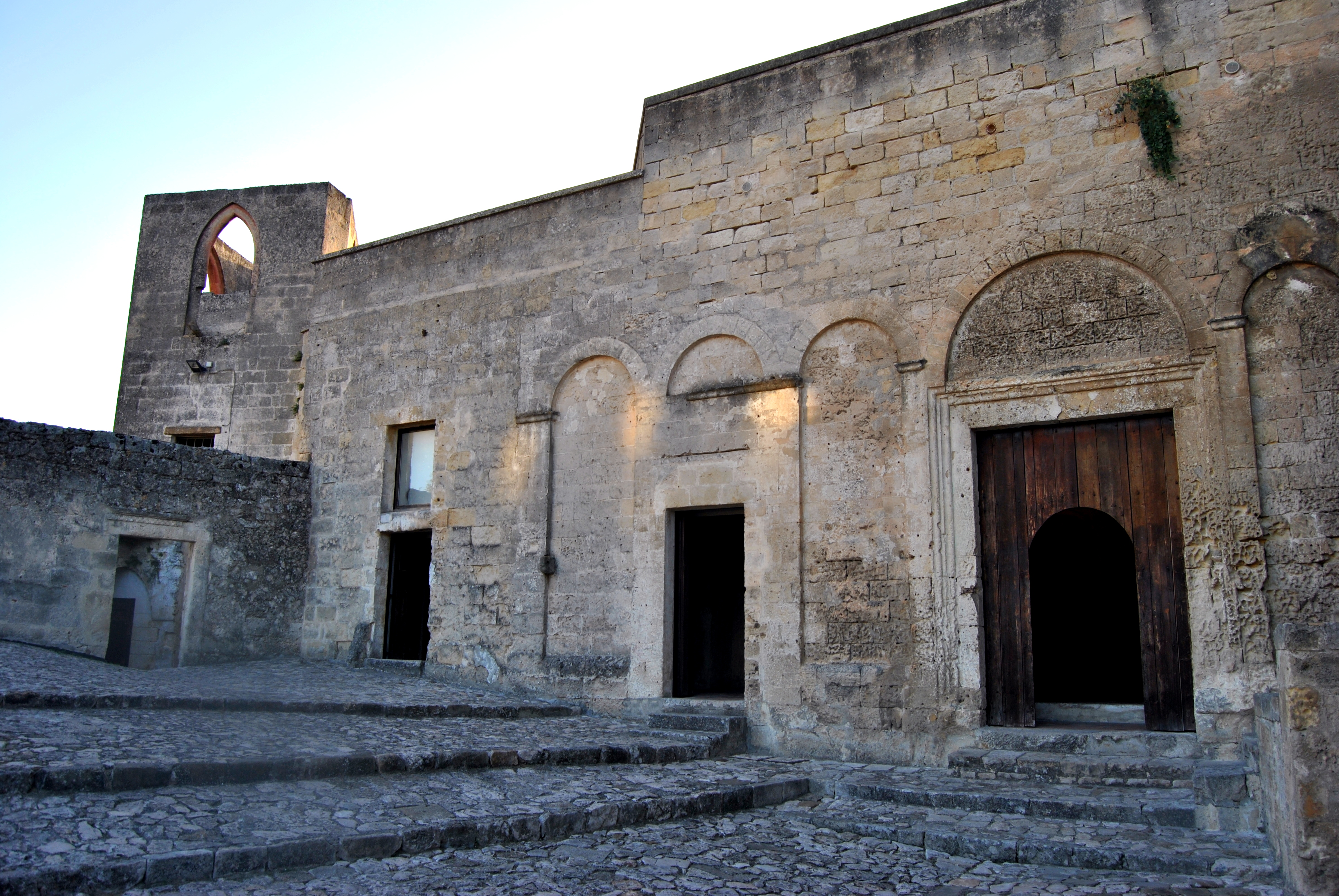
Façade-occidentale
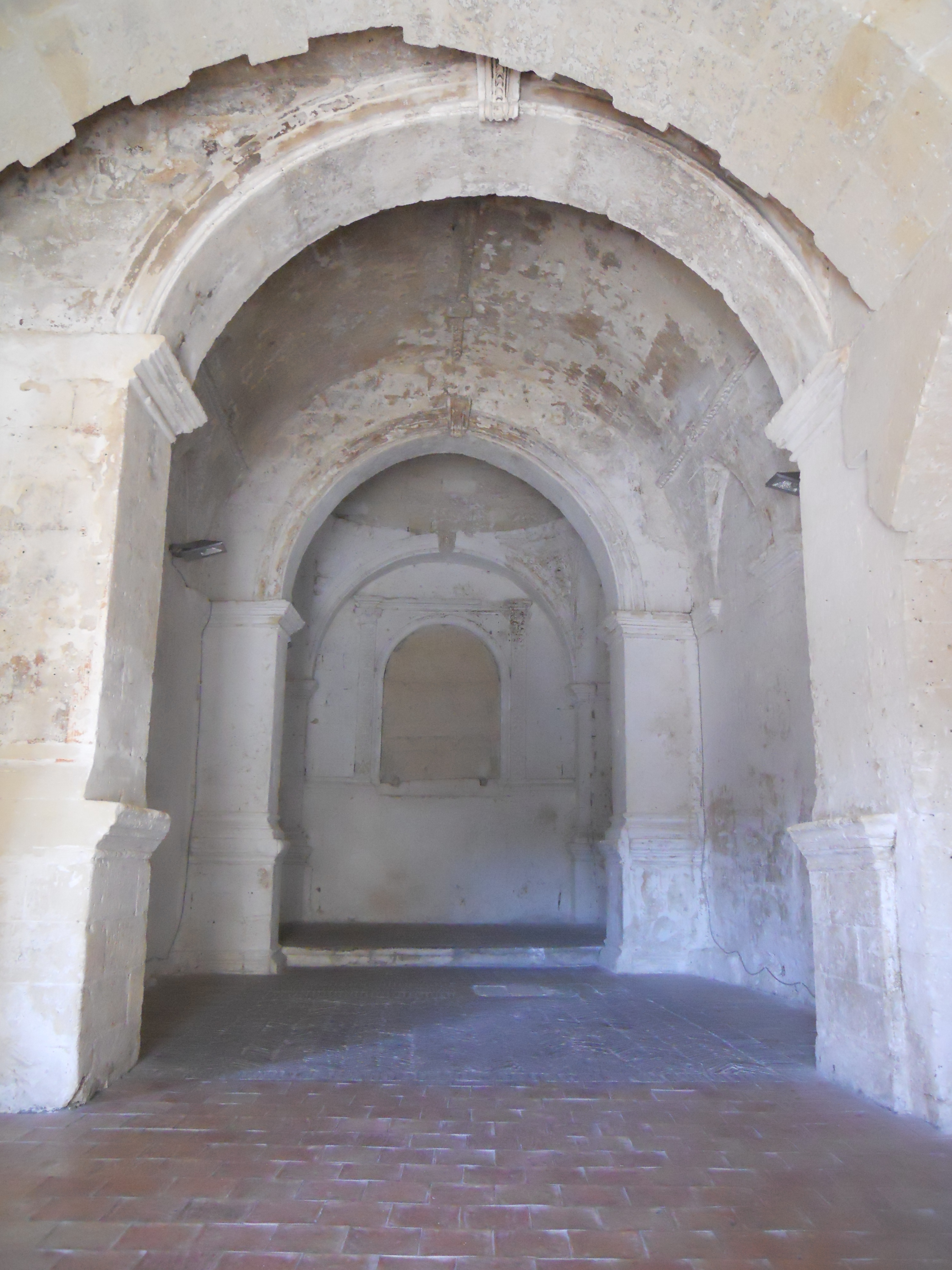
Nef
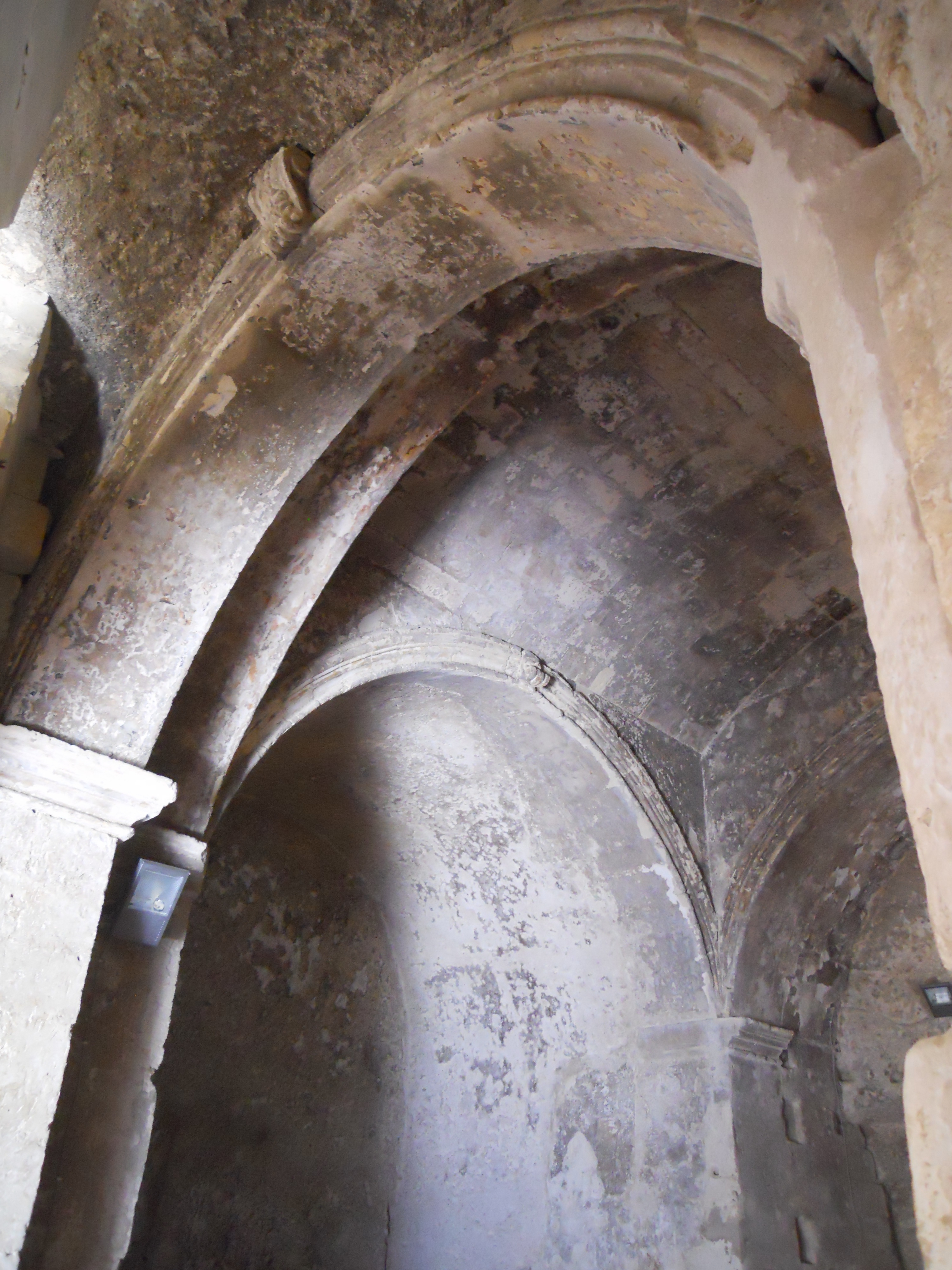
Voûtement.